# Síndrome de adquisición de equipamiento
GAS, acrónimo de Gear Acquisition Syndrome (en inglés: Síndrome de Adquisición de Equipamiento) es un término utilizado para describir una urgencia en adquirir y acumular una cantidad de equipamiento. Este término es comúnmente asociado a:
- Guitarristas — que tienden a adquirir guitarras eléctricas, amplificadores, pedales y procesadores de efecto;
- Tecladistas — teclados, sintetizadores, samplers, y unidades de efecto;
- Bateristas — piezas de batería;
- Fotógrafos — cámaras y accesorios;
- Aeromodelistas — aeromodelos y accesorios;
- Bajistas — Bajos, amplificadores, pedales de efecto y accesorios;
- Astrónomos aficionados — accesorios para telescopios;
- Surfistas — tablas de surf.

En general, cualquier practicante de un hobby o actividad que envuelva equipamientos.
El término "GAS" fue popularizado por Walter Becker en 1996 en un artículo para la revista Guitar Player como "Guitar Acquisition Syndrome" (Síndrome de Adquisición de Guitarra eléctrica). El término pasó a ser usado frecuentemente por guitarristas y se esparció para otras profesiones con tendencias similares. Como dejó de referirse sólo a guitarristas, "GAS" se hizo sigla para "Gear Acquisition Syndrome" (Síndrome de Adquisición de Equipamiento).
GAS no debe ser confundida con coleccionismo, estando más próxima a ser un trastorno obsesivo-compulsivo moderado.

## Tratamiento
GAS no ha recibido ningún tratamiento médico y no es una condición clínica, pero sí psicológica. Sin embargo, incontables artículos apuntan la existencia de GAS e intentan proponer métodos para planear y organizar deseos, ganancias y gastos de forma más racional, de modo a no comprometer un porcentaje muy grande de la renta con la compraventa de equipamientos.
Una de las características de GAS es la falta de una necesidad real para la adquisición del nuevo equipamiento, sea porque el individuo ya posee un equipamiento similar o de funcionalidad similar, o porque el individuo hará poco o ningún uso del equipamiento adquirido.
- Datos: Q9300438
- Multimedia: Gear acquisition syndrome / Q9300438